# Balagannoe
Balagannoe (in lingua russa Балаганное) è un centro abitato dell'Oblast' di Magadan, situato nell'Ol'skij rajon.